# Umm el-Jimal
Umm el-Jimal (în arabă ام الجمال, „Mama cămilelor”), de asemenea, cunoscut sub numele de Umm ej Jemāl, Umm al-Jimal sau Umm idj-Djimal, este un sat în nordul Iordaniei la aproximativ 17 kilometri est de Mafraq. Este în primul rând notabil pentru ruinele substanțiale ale unui oraș bizantin și islamic timpuriu care sunt vizibile în mod clar deasupra solului, precum și pentru un mai vechi sat roman (denumit local „al-Herri”) situat la sud-vest de ruinele bizantine.

## Prezentare generală

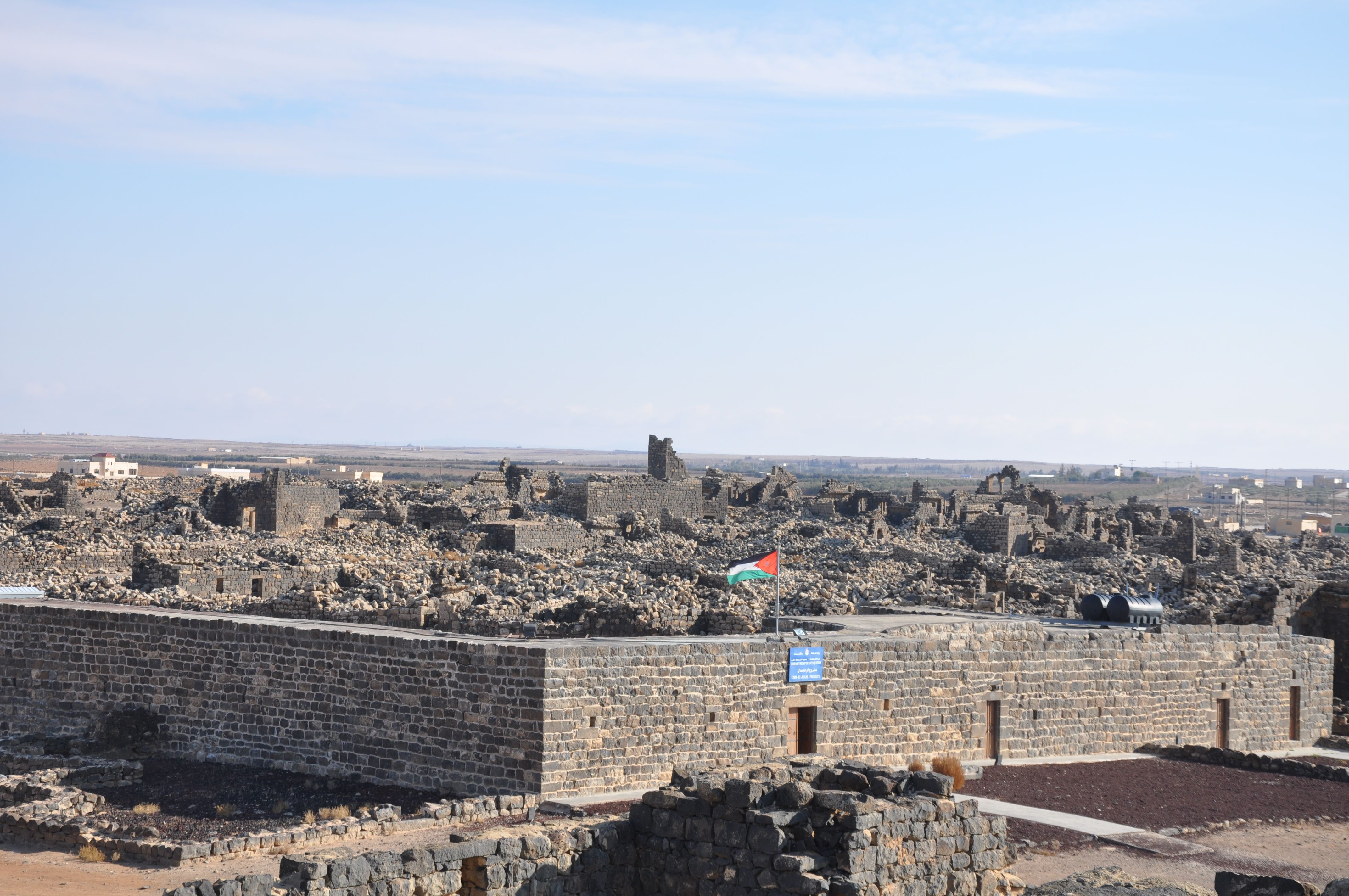
rightRuinele din vârful cazărmii

Umm el-Jimal este un sat mare situat în nordul Iordaniei la mai puțin de 10 km de granița siriană. Este situat în Hauran, regiunea deșertică nordică a țării. În ciuda acestei aridități, Umm el-Jimal este surprinzător de potrivit pentru agricultură, iar mijloacele de subzistență și economia sa sunt în mare parte derivate din susținerea agricolă și pastorală. Ruinele unui sat antic se află în mijlocul um el-Jimal moderne. Ruinele datează din timpul nabateeanilor prin perioadele abbaside. Cutremurul din jurul anului 749 d.Hr. a provocat pagube majore, dar comunitatea a supraviețuit bine în perioada abbasidă. La începutul secolului al XX-lea, zona a fost repopulată de druzi și apoi de tribul beduin Msa'eid.

## Istorie
Satul Umm el-Jimal își are originea în secolul I d.Hr. ca o suburbie rurală a vechii capitale nabataiene Bostra. Un număr de  inscripții în greacă și nabataeană găsite în site datează din sat până în acest moment. În primul secol, populația sitului este estimată la 2.000-3.000 de oameni. La temelia provinciei Arabia în 106 d.Hr., romanii au preluat satul, iar împăratul Traian a încorporat terenurile înconjurătoare în imperiu. În sat, romanii au ridicat o serie de clădiri, inclusiv Praetorium și marele rezervor de lângă castellum. După rebeliunea reginei Zenobia în 275, contramăsurile romane au inclus construirea unui fort (castellum tetrarhic) care adăpostea o garnizoană militară. Pe măsură ce influența romană în zonă s-a diminuat treptat, zona a devenit din nou un sat rural. În secolele V și VI, Umm el-Jimal a prosperat ca un oraș agricol și comercial în care populația a sărit la aproximativ 4.000-6.000 de oameni. Cu toate acestea, după cuceririle musulmane din secolul al VII-lea, populația satului s-a diminuat, chiar dacă proiectele de construcție și renovările au continuat să aibă loc. În jurul anului 749, un cutremur a distrus o mare parte din zonă, iar Umm El-Jimal a fost abandonat ca și alte orașe și sate. Satul a rămas nelocuit timp de aproape unsprezece sute de ani până când comunitatea modernă s-a dezvoltat în secolul al XX-lea.

### Preistorie
Se cunosc puține lucruri despre timpurile pre-istorice din Umm el-Jimal, în afară de puținele rămășițe împrăștiate din ceea ce par a fi așezări ale triburilor nomade de vânători-culegători. În unele dintre aceste locuri este posibil să se găsească pietre de cuarț microcristalin pentru unelte de piatră și unele unelte preistorice. În apropiere wadiurilor au fost găsite rămășițele zmeului deșertului, care sunt capcane mari de animale. Oamenii preistorici le-ar fi folosit pentru a prinde grupuri mari de animale simultan.

### Nabataean
Popoarele nabataiene au fost primele care au construit gospodării permanente în zonă în secolul I d.Hr. Așezarea a fost în principal o comunitate agricolă și un avanpost comercial dependent de Bostra, capitala din apropiere a nabateenilor. Deși dovezile pentru acest sat supraviețuiesc doar în fragmente, există numeroase inscripții nabataiene din această perioadă, în mare parte pietre funerare. Cel puțin doi bărbați menționați pe aceștia au fost membri ai consiliului local Bostra.

### Imperiul Roman timpuriu
Pe măsură ce romanii au continuat cucerirea zonelor înconjurătoare, regele nabataean a văzut dispariția statului său ca fiind inevitabilă, așa că el a cedat regatul său împăratului roman Traian în anul 106 d.Hr. Romanii au numit teritoriul nou dobândit Provincia Arabia și au înființat prompt administrații locale. Praetorium, numit astfel de H.C. Butler în 1905, ar fi putut fi construit în acest scop în secolul al III-lea d.Hr.

## Locație
Satul Umm el-Jimal este situat în regiunea semi-aridă a Iordaniei cunoscută sub numele de Hauran de Sud, la marginea de vest a regiunii deșertice badiya. Zona este formată în principal din rocă magmatică bazalt, care a fost folosit ca material de construcție primar. Bazaltul a servit, de asemenea, ca o izolație naturală care a fost extrem de importantă în zonă. În lunile răcoroase de iarnă, blocurile de bazalt ar capta căldura de la soare și apoi ar radia acea căldură în întreaga structură, acționând astfel ca o sursă naturală de încălzire. În lunile fierbinți de vară ar servi ca unitate de răcire, deoarece natura densă a blocurilor a prins aerul rece în structură, în ciuda faptului că temperaturile depășesc 32 °C.   Natura vulcanică a solului a făcut-o una dintre cele mai fertile zone din Iordania și Siria.